# 醉香含笑
醉香含笑（学名：Michelia macclurei），也称火力楠，为木兰科含笑属下的一个种。常绿乔木。高可达35米, 胸径1米。